# Mistrzostwa Świata w biegu 24-godzinnym 2009
7. Mistrzostwa Świata w biegu 24-godzinnym 2009 – zawody lekkoatletyczne, które odbyły się 2 i 3 maja 2009 w Bergamo, Włochy.

## Medaliści
|                         | 1. miejsce                                                                  | Rezultat   | 2. miejsce                                                                 | Rezultat   | 3. miejsce                                                                     | Rezultat   |
| Mężczyźni indywidualnie | Henrik Olsson                                                               | 257,042 km | Ralf Weis                                                                  | 244,492 km | Yuji Sakai                                                                     | 242,713 km |
| Mężczyźni drużynowo     | Japonia 1. Yuji Sakai · 2. Makoto Suzuki · 3. Kenji Takeda                  | 706,984 km | Rosja 1. Vladimir Bychkov · 2. Semen Dediukin · 3. Anatolii Kruglikov      | 693,445 km | Niemcy 1. Ralf Weis · 2. Roland Riedel · 3. Friedemanns Hecke                  | 689,111 km |
| Kobiety indywidualnie   | Anne-Cecile Fontaine                                                        | 243,644 km | Brigitte Bec-Cetre                                                         | 234,977 km | Monica Casiraghi                                                               | 223,848 km |
| Kobiety drużynowo       | Francja 1. Anne-Cecile Fontaine · 2. Brigitte Bec-Cetre · 3. Kora Boufflert | 684,078 km | Stany Zjednoczone 1. Jamie Donaldson · 2. Annette Bednosky · 3. Debra Horn | 636,159 km | Włochy 1. Monica Casiraghi · 2. Annemarie Gross · 3. Lorena Antonietta Di Vito | 626,386 km |

## Reprezentacja Polski

### Mężczyźni
Drużyna mężczyzn zajęła 5. miejsce z wynikiem 660,412 km
| Miejsce | Zawodnik         | Klub                     | Rezultat   |
| 10.     | Piotr Kuryło     | ZKS Ślepsk Augustów      | 226,369 km |
| 12.     | Konrad Różycki   | WKS Wawel Kraków         | 225,048 km |
| 29.     | Andrzej Urbaniak | SL WKS Zawisza Bydgoszcz | 208,995 km |
| 57.     | Tadeusz Ruta     | WKB Meta Lubliniec       | 186,515 km |
| 111.    | Waldemar Pędzich | LKS Kurp Ostrołęka       | 100,921 km |